# Parisot (Tarn-et-Garonne)
Parisot é uma comuna francesa na região administrativa de Occitânia, no departamento de Tarn-et-Garonne. Estende-se por uma área de 27,86 km². Em 2010 a comuna tinha 597 habitantes (densidade: 21,4 hab./km²).